# اتسیو مارانو
اتسیو مارانو (ایتالیایی: Ezio Marano؛ ۶ اوت ۱۹۲۷ – ۲۶ آوریل ۱۹۹۱) بازیگر اهل ایتالیا بود.
از فیلم‌هایی که وی در آن نقش داشته است، می‌توان به دختر روستایی زیبا، دخترِ خواهر، ساده‌لوح، به من میگن ترینیتی، طبقه کارگر به بهشت می‌رود و بطن سیاه رتیل اشاره کرد.